# Salvatore Mariconda
Salvatore Mariconda (Santa Lucia di Serino, 7 maggio 1910 – 25 settembre 1996) è stato un politico italiano, eletto nella III e IV legislatura alla Camera dei deputati.

## Biografia
Laureato in giurisprudenza, avvocato. Impegnato in politica con il Partito Comunista Italiano, venne eletto alla Camera dei deputati alle elezioni politiche del 1958 nella circoscrizione Benevento-Avellino-Salerno, venendo confermato anche a quelle del 1963. Concluse il mandato parlamentare nel 1968.
Morì il 25 settembre 1996 all'età di 86 anni. Successivamente il suo comune natale, Santa Lucia di Serino, ha intitolato una strada in sua memoria.